# Arena Częstochowa
 (avril 2025).
Si vous disposez d'ouvrages ou d'articles de référence ou si vous connaissez des sites web de qualité traitant du thème abordé ici, merci de compléter l'article en donnant les références utiles à sa vérifiabilité et en les liant à la section « Notes et références ».
La Miejski Stadion Arena Częstochowa est un stade multi-usages situé à Częstochowa en Pologne.
D'une capacité de 16 850 places assises, il est principalement utilisé pour les courses de speedway et reçoit le CKM Włókniarz Częstochowa.

## Événements
- Indywidualne Mistrzostwa Polski na żużlu (finale), 1975, 1997 et 2004
- Mistrzostwa Polski par klubowych na żużlu, 1995 et 2007
- Turniej o Złoty Kask (finale), 2006
- Monster Truck Show, mai 2009

## Galerie

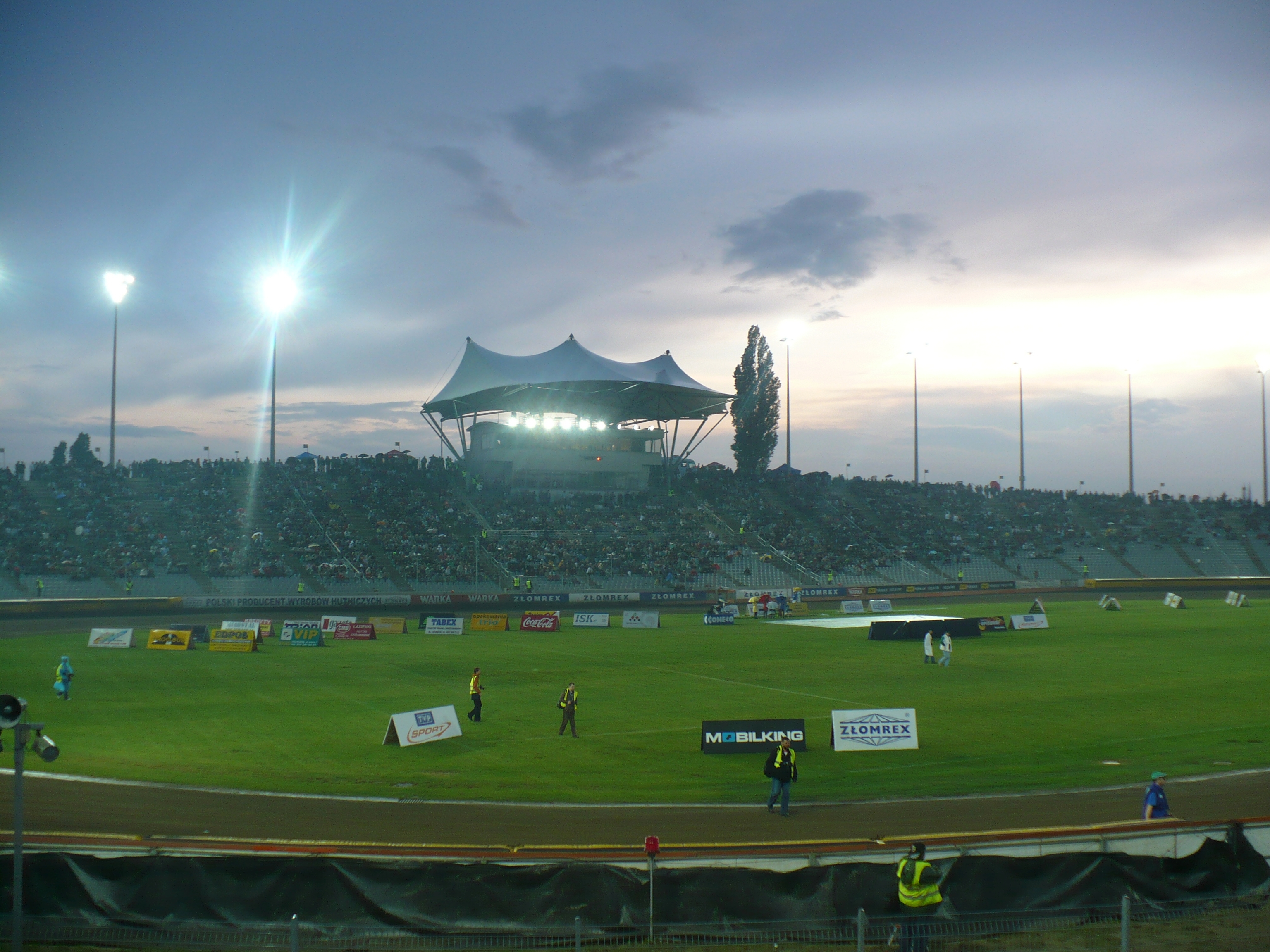
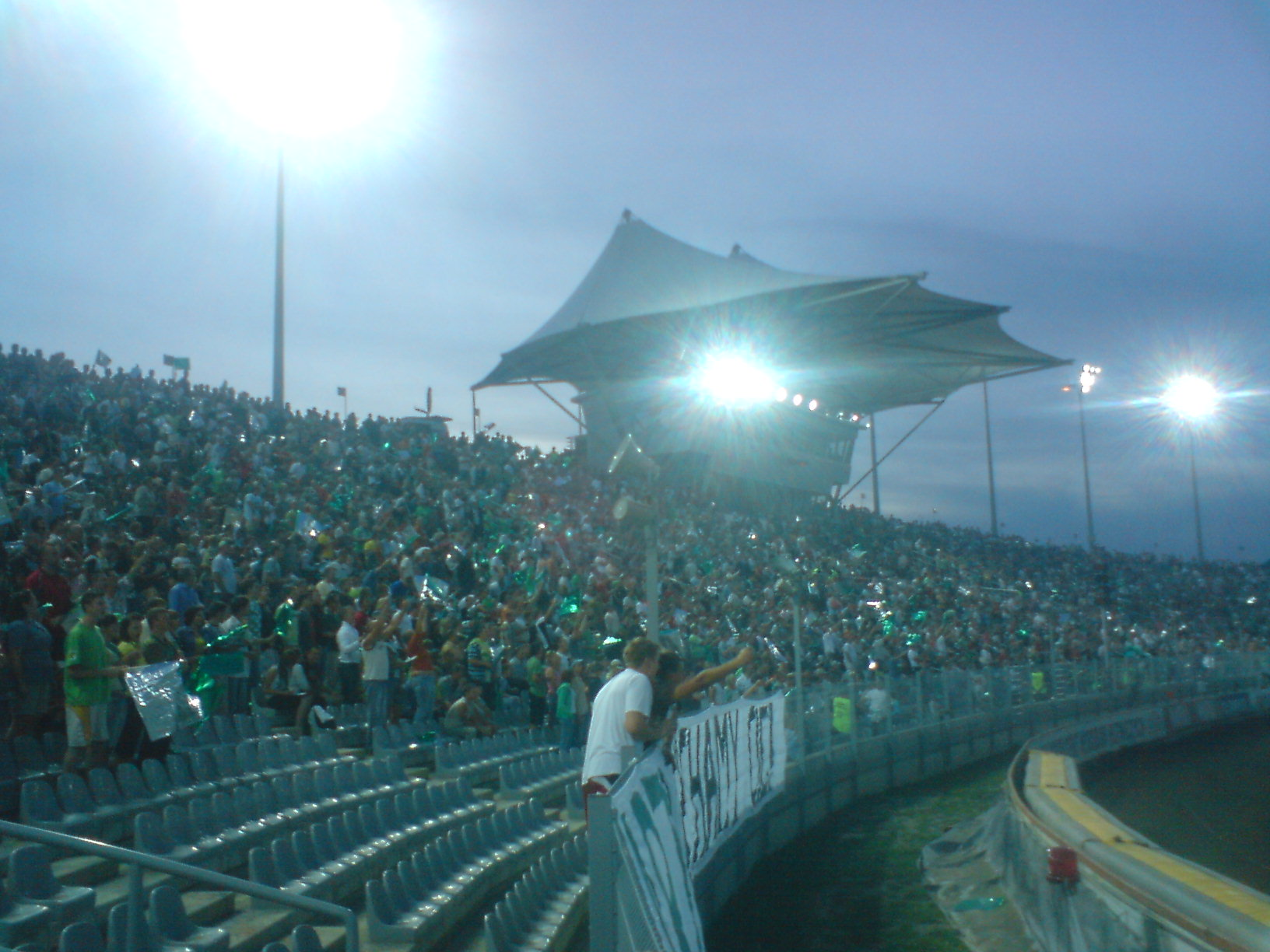
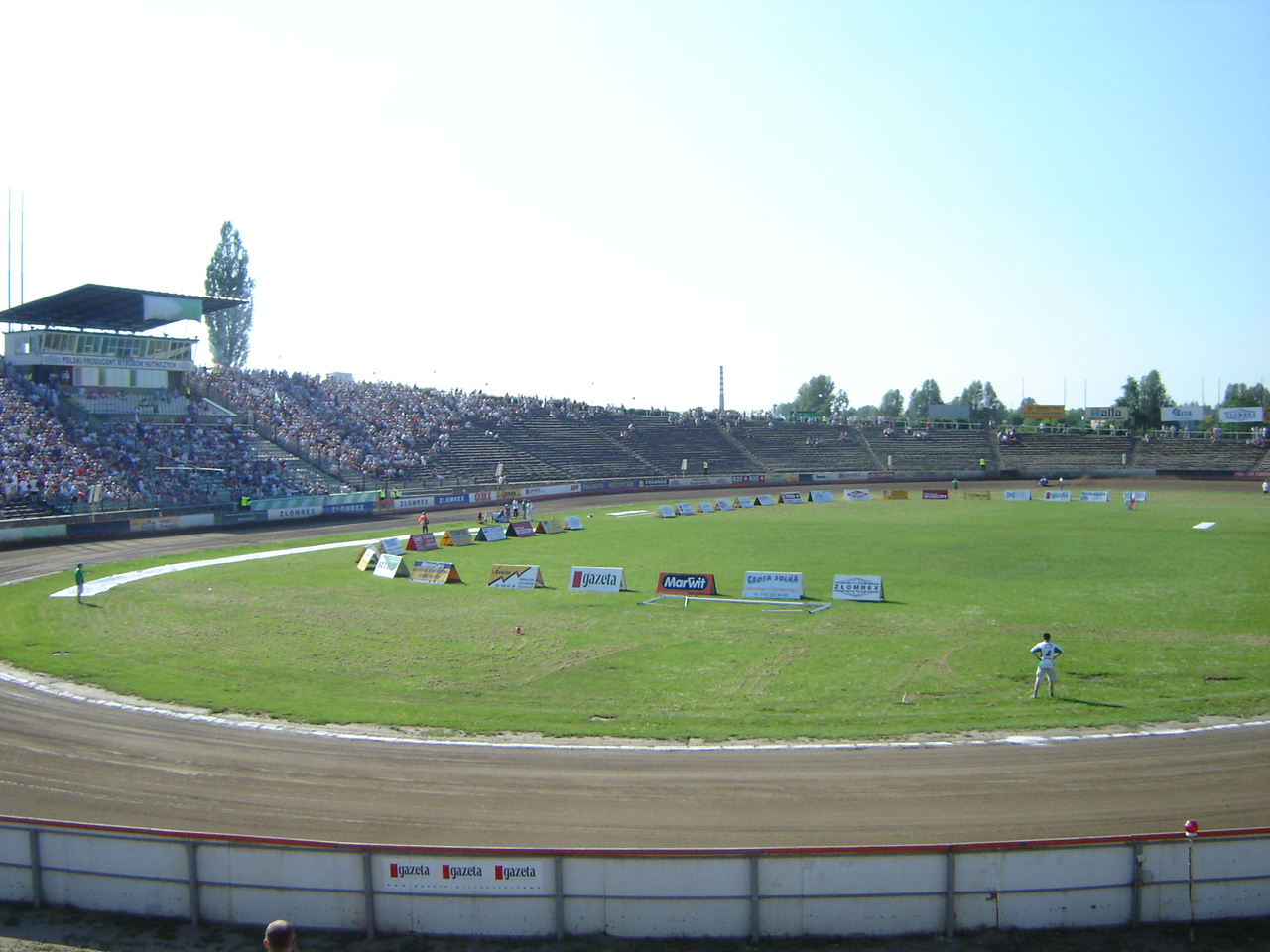